# Ilex hondurensis
Ilex hondurensis är en järneksväxtart som beskrevs av Standley. Ilex hondurensis ingår i släktet järnekar, och familjen järneksväxter. Inga underarter finns listade i Catalogue of Life.